# أندرش
أَنْدَرش (بالإسبانية: Láujar de Andarax)‏ هي بلدية تقع في مقاطعة المرية من جنوب شرق إسبانيا. يبلغ عدد سكانها 1.836 نسمة.

## وصلات خارجية
- (بالإسبانية)